# Neureclipsis
Neureclipsis is een geslacht van schietmotten uit de familie van de Polycentropodidae.

## Soorten
- Neureclipsis napaea Neboiss, 1986
- Neureclipsis kyotoensis Iwata, 1927
- Neureclipsis crepuscularis (Walker, 1852)
- Neureclipsis melco Ross, 1947
- Neureclipsis parvula Banks, 1907
- Neureclipsis piersoni Frazer & Harris, 1991
- Neureclipsis valida (Walker, 1852)
- Neureclipsis bimaculata (Linnaeus, 1758)
- Neureclipsis exsculpta Ulmer, 1912
- Neureclipsis geniculata Ulmer, 1912
- Neureclipsis proxima Ulmer, 1912
- Neureclipsis tornquisti Ulmer, 1912